# Etheostoma pottsii
The Mexican darter (Etheostoma pottsii) là một loài cá thuộc họ Percidae. Nó là loài đặc hữu của México.